# Liste du patrimoine immobilier classé de Mouscron
Cette page regroupe l'ensemble du patrimoine immobilier classé de la ville belge de Mouscron.
| Objet | Année de construction / Architecte | Adresse                 | Section communale | Coordonnées                      | Numéro d’inventaire | Illustration                                                                       |
| --- | ---------------------------------- | ----------------------- | ----------------- | -------------------------------- | ------------------- | ---------------------------------------------------------------------------------- |
| L'église Saint-Barthélémy : quatre mausolée à savoir : 1) le monument d'Oste de la Barre et de son épouse Cécile de Mourkercke ; 2) la pierre tombale de Corneille de la Barre ; 3) le mausolée de Ferdinand de Liedekercke et de son épouse Éléonore de Noyelles ; 4) le mausolée de Georges et Nicolas Basta |                                    |                         | Mouscron          | 50° 44′ 40″ nord, 3° 12′ 55″ est | 54007-CLT-0001-01   | L'Église Saint-Barthélémy de Mouscron                                              |
| Château des Comtes |                                    | Avenue du château n°200 | Mouscron          | 50° 44′ 57″ nord, 3° 13′ 23″ est | 54007-CLT-0003-01   | Château des comtes de Mouscron                                                     |
| Château des Comtes et alentours |                                    |                         | Mouscron          | 50° 45′ 00″ nord, 3° 13′ 21″ est | 54007-CLT-0004-01   | Image manquanteTéléverser                                                          |
| Orgues de l'église Saint-Barthélémy |                                    |                         | Mouscron          | 50° 44′ 40″ nord, 3° 12′ 54″ est | 54007-CLT-0005-01   | Orgues de l'église Saint-Barthélémy                                                |
| Maison picarde (panneaux en carrelage de l'ancienne salle de bal du premier étage) |                                    | Rue du Val, n°1         | Mouscron          | 50° 44′ 37″ nord, 3° 12′ 43″ est | 54007-CLT-0006-01   | Maison picarde (panneaux en carrelage de l'ancienne salle de bal du premier étage) |
| Tour de l'ancienne église |                                    |                         | Dottignies        | 50° 43′ 41″ nord, 3° 18′ 20″ est | 54007-CLT-0007-01   | Tour de l'ancienne église                                                          |